# Koga Cycling Team/Saison 2012
Dieser Artikel listet Erfolge und Fahrer des Radsportteams Koga Cycling Team in der Saison 2012 auf.

## Erfolge in der Europe Tour
| Datum       | Rennen                         | Kat. | Fahrer          |
| ----------- | ------------------------------ | ---- | --------------- |
| 25. Februar | Ster van Zwolle                | 1.2  | Robin Chaigneau |
| 5. Mai      | 1. Etappe Ronde van Overijssel | 2.2  | Wim Stroetinga  |
| 15. Mai     | 1. Etappe Olympia’s Tour       | 2.2  | Wim Stroetinga  |
| 18. Mai     | 4. Etappe Olympia’s Tour       | 2.2  | Bart van Haaren |
| 9. Oktober  | Nationale Sluitingsprijs       | 1.1  | Wim Stroetinga  |

## Platzierungen in UCI-Ranglisten
| UCI Continental Circuit | Platz |
| ----------------------- | ----- |
| UCI Africa Tour 2012    | 20    |
| UCI Asia Tour 2012      | 56    |
| UCI Europe Tour 2012    | 52    |

## Mannschaft
| Name                       | Geburtstag         | Nationalität | Team 2011                   |
| -------------------------- | ------------------ | ------------ | --------------------------- |
| Johim Ariesen              | 16. März 1988      | Niederlande  | Cyclingteam Jo Piels        |
| Jelmer Asjes               | 11. Juni 1986      | Niederlande  | Neoprofi                    |
| Jim van den Berg           | 1. Juli 1985       | Niederlande  | Neoprofi                    |
| Wim Botman                 | 17. August 1985    | Niederlande  | Global Cycling Team         |
| Didier Caspers             | 1. Oktober 1992    | Niederlande  | Neoprofi                    |
| Robin Chaigneau            | 2. September 1988  | Niederlande  | Skil-Shimano                |
| Roy Eefting                | 4. September 1989  | Niederlande  | Neoprofi                    |
| Bart van Haaren            | 13. November 1984  | Niederlande  | Van Vliet EBH Elshof (2010) |
| Geert-Jan Jonkman          | 24. Januar 1984    | Niederlande  | Ubbink-Syntec (2008)        |
| Bouke Kuiper               | 25. September 1989 | Niederlande  | Neoprofi                    |
| Teun Mulder (bis 31. Juli) | 18. Juni 1981      | Niederlande  | Neoprofi                    |
| Emmanuel van Ruitenbeek    | 21. März 1987      | Niederlande  | Team Eddy Merckx-Indeland   |
| Peter Schep                | 8. März 1977       | Niederlande  | Ubbink-Koga Cycling Team    |
| Nick Stöpler               | 22. November 1990  | Niederlande  | Neoprofi                    |
| Wim Stroetinga             | 23. Mai 1985       | Niederlande  | Ubbink-Koga Cycling Team    |
| Lars Vierbergen            | 21. März 1988      | Niederlande  | Van Vliet EBH Elshof (2009) |
| Michael Vingerling         | 28. Juni 1990      | Niederlande  | Neoprofi                    |
| Arno van der Zwet          | 7. Mai 1986        | Niederlande  | Neoprofi                    |